# Louis Daguerre
 Louis Jacques Mandé Daguerre (født 18. november 1787, død 12. juli 1851) var en fransk maler og opfinder.
Daguerre blev først ansat ved toldvæsenet, men fulgte snart sit kald til malerkunsten. Han blev især bekendt som en dygtig teatermaler og indførte mange forbedringer i lysvirkningerne på teatret. Et diorama, han opfandt og fik indrettet i Paris, gjorde stor lykke fra 1822 til 1839, da det brændte. Men da dette uheld indtraf, var han allerede kommet til målet med den store opfindelse, der har gjort hans navn berømt. Allerede længe havde man kendt sølvsaltenes evne til at forandre farve under lysets påvirkning; men de figurer, man herved dannede, sværtedes helt i dagslyset. Først for Nicéphore Niépce lykkedes det (1814) at fremstille billeder, der kunne tåle sollyset. 1826 fik han at vide, at Daguerre arbejdede på det samme, nærmede sig ham, og de to opfindere sluttede sig sammen 1829. Niepce døde 1833, og Daguerre forbedrede derefter fremgangsmåden så meget, at hovedæren for opfindelsen er tilfaldet ham og blev opkaldt efter ham: daguerreotypi. Daguerre selv fandt på at overtrække den metalplade, hvorpå billedet skulle dannes, med jodsølv og at fremkalde billedet ved hjælp af kviksølvdampe. 9. januar 1839 gjorde François Arago i det franske Videnskabernes Selskab rede for opfindelsen, og samme år gav staten Daguerre en livsvarig pension på 6000 frc., medens Niepces efterladte fik 4000 frc., imod at opfindelsen blev gjort til almeneje.
Daguerre har skrevet:
- Historique et description des procédés du Daguerréotype et du Diorama (1839)
- Nouveau moyen de préparer la couche sensible des plaques destinées à recevoir les images photographiques (1844).